# Walentina Alexejewna Winogradowa
Walentina Alexejewna Winogradowa, geb. Kamenjok (russisch Валентина Алексеевна Виноградова, geb. Каменёк; englische Transkription: Valentina Alekseyevna Kamenyok-Vinogradova; * 17. Mai 1943 in Moskau; † 17. Juli 2002 in Sankt Petersburg) war eine sowjetisch-russische Volleyballspielerin. Mit der sowjetischen Auswahl wurde sie Europameisterin und Olympiasiegerin.

## Sportliche Karriere
Ihren ersten internationalen Titel gewann Walentina Winogradowa bei der Europameisterschaft 1963 in Constanța. Im Jahr darauf fand bei den Olympischen Spielen 1964 die olympische Premiere für Volleyball statt. Im letzten und entscheidenden Spiel des Turniers siegten die Japanerinnen über die sowjetischen Spielerinnen, die die Silbermedaille erhielten. An der Weltmeisterschaft 1967 nahm die sowjetische Mannschaft, wie alle anderen Ostblockmannschaften, nicht teil, nachdem es mit den gastgebenden Japanern zu keiner Einigung über die Bezeichnungen für die zur Teilnahme qualifizierten Teams aus Nordkorea und aus der DDR kam.
In den nächsten Jahren gewann Winogradowa mit der sowjetischen Mannschaft Goldmedaillen bei der Europameisterschaft 1967 in der Türkei und den Olympischen Spielen 1968 in Mexiko-Stadt.
Zwei Mal gewann Winogradowa mit VK ZSKA Moskau die Volleyball Champions League (1965/66 und 1966/67) und sechs Mal die sowjetischen Meisterschaften (1963, 1965–1969).

## Auszeichnungen (Auswahl)
- 1968:  Verdienter Meister des Sports der UdSSR[3]